# Lantissargues
Le Lantissargues est un cours d'eau héraultais qui coule depuis la ville de Montpellier vers la commune de Lattes.

## Cours
Ce ruisseau est souterrain sur une grande partie de son cours montpelliérain. Il coule à l'ouest du centre de la ville, notamment dans le quartier de la Croix-d'Argent.
Il passe dans le territoire de la commune de Lattes à la hauteur du lieu-dit « Le Grand Rondelet » et coule entre la ville lattoise de Maurin à l'ouest et le fleuve du Lez à l'est.
Dans la plaine littorale de pente faible, le cours du Lantissargues se disperse dans la zone des marais de « Gramenet », comme le ruisseau du Rieucoulon qui coule lui aussi à l'ouest de Montpellier.

## Crues et aménagements
Comme la plupart des cours d'eau héraultais, le cours d'eau du Lantissargues connaît des épisodes de crues subites en cas de fortes précipitations comme lors d'épisodes méditerranéens notamment.
Après les épisodes de 2002 et 2003, la commune de Montpellier a mené des travaux pour recalibrer le cours du ruisseau et construire un collecteur pluvial sous le boulevard Pedro-de-Luna, au début de la construction de la deuxième ligne de tramway.
Sur la commune de Lattes, les réaménagements du cours d'eau du Lantissargues aux « Montouzères » et près du quartier résidentiel des « Marestelles » sont menés dans le cadre d'une politique plus générale englobant le problème des crues des cours d'eau du Lez et de la Lironde qui entourent des deux côtés la ville de Lattes.

### Carte
À défaut de laisser voir ses eaux dans la traversée de la ville de Montpellier, le cours d'eau du Lantissargues a donné son nom à une rue. Localisation avec Google Map.
Le ruisseau est cartographié en quasi-totalité sur OpenStreetMap, même s'il n'est visible que sur certains tronçons, notamment dans sa traversée du parc Montcalm.

## Sources
- Carte topographique TOP 25 n°2743ET, échelle 1/25 000e, IGN, 3e édition, 2004.
- « À Lattes, les craintes sont les crues », L'Humanité, 7 juillet 2005.